# پرسلاو بوروکوف
پرسلاو بوروکوف (بلغاری: Преслав Николаев Боруков؛ زادهٔ ۲۳ آوریل ۲۰۰۰) بازیکن فوتبال اهل پرتغال است.
وی همچنین در تیم‌های ملی فوتبال زیر 17 سال, زیر 19 سال و زیر ۲۱ سال بلغارستان، و بلغارستان بازی کرده است.